# Lou Castel
Lou Castel, rodným jménem Ulv Quarzell, (* 28. května 1943 Bogotá) je švédský herec. Narodil se v Kolumbii, kde jeho otec pracoval jako diplomat. Vyrůstal v Cartageně. Když mu bylo šest let, jeho rodiče se rozvedli a on se se svou matkou odstěhoval do Evropy, nejprve do Londýna, poté do Stockholmu a nakonec do Říma. Svou hereckou kariéru, během níž hrál ve více než 140 filmech, zahájil v šedesátých letech.

## Filmografie (výběr)
- Gepard (1963)
- Pěsti v kapsách (1965)
- František z Assisi (1966)
- Kulka pro generála (1967)
- Orgasmo (1969)
- Varování před svatou děvkou (1971)
- Dobrodružství Poseidonu (1972)
- Přejezd Kassandra (1976)
- Americký přítel (1977)
- Elle a passé tant d'heures sous les sunlights… (1985)
- Muž na mušce (1987)
- Che ora è? (1989)
- Rok zbraní (1991)
- Zrození lásky (1993)
- Irma Vep (1996)
- Nude, Descending… (2002)
- Lidská otázka (2007)
- Hvězdář (2012)
- Jeptiška (2013)
- Je mi fajn s.r.o. (2018)
- Paříž jsme my (2019)